# Peter Erskine
Peter Erskine (født 5. juni 1954 i Somers Point, New Jersey) er en amerikansk jazztrommeslager. Han er bedst kendt for sit samarbejde med Weather Report og Steps Ahead. Han har også spillet med Stan Kentons big band  og været studiemusiker på utallige plader. Erskine er i vor tid en af jazzens mest højtrangerede trommeslagere  og er tillige en fremragende pædagog. Han spiller i alle genrer, men er mest kendt for sit smagfulde elegante musikalske trommespil i jazzen. Han har ledet egne ensembler og er en af de mest travle trommeslagere i vor tid.

## Udvalgt diskografi

### Som leder
- Peter Erskine
- Transition
- Aurora
- Motion Poet
- Big Theatre
- Sweet Soul
- You Never Know
- Time Being
- History of the Drum
- As It Is
- Juni
- From Kenton to Now
- Behind Closed Doors, vol. 1
- Live at Rocco
- Badlands
- Standards vol. 1
- Standards vol. 2
- Joy Luck
- Dr. Um
- In Praise of Shadows
- Second Opinion
- On Call
- Live in Italy

### Med andre musikere
- Stan Kenton
  - Birthday in Britain
  - Fire, Fury, and Fun
  - Chicago
  - National Anthems
- Weather Report
  - Mr. Gone
  - Live in Offenbach 1978
  - Night Passage
  - 8:30
  - The Legendary Live Tapes 1978-1981
  - Live and Unreleased
  - Weather Report
  - This Is This
- Steps Ahead
  - Paradox
  - Modern Times
  - Steps Ahead
  - Magnetic

## DVD
- Weather Report - Live in Offenbach 1978
- Peter Erskine - Everything is Time Keeping vol. 1 & 2 - Instruktions DVD´er
- Peter Erskine - The Peter Erskine trio Live at Jazz Baltica 2000
- John Abercrombie - Live at the Village Vanguard
- Steps Ahead - Live in Copenhagen 1983
- Jaco Pastorius - Live in Montreal
- Jaco Pastorius Big Band - Word of Mouth - live
- Joe Zawinul & Weather Update - Live 1986